# Vaqueros de Bayamón (béisbol)
Los Vaqueros de Bayamón eran un equipo de béisbol profesional que participó en la Liga de Béisbol Profesional de Puerto Rico desde la temporada 1974/1975 hasta la 1982/1983, luego volvió la franquicia por breve tiempo en la temporada 1999/2000 hasta la 2002/2003. Tenía como sede Bayamón, Puerto Rico.

## Títulos obtenidos
Palmarés Local
4 Títulos Locales
- 1974/1975 · 1975/1976 · 1979/1980 · 2001/2002 ·

Serie del Caribe
1 Título del Caribe
- Campeón en 1975 en San Juan